# Chaetonotus soberanus
Chaetonotus soberanus is een buikharige uit de familie Chaetonotidae. De wetenschappelijke naam van de soort werd in 1983 voor het eerst geldig gepubliceerd door Grosso & Drahg. De soort wordt in het ondergeslacht Primochaetus geplaatst.